# Зубриця
Зубри́ця — село в Україні, у Дрогобицькому районі Львівської області. Населення становить 157 осіб. Орган місцевого самоврядування — Східницька селищна рада.

## Історія
Із села походить рід Зубрицьких.
Зокрема відомий український етнограф, фольклорист, історик, громадський діяч, публіцист та греко-католицький священик Михайло Зубрицький так писав у 1896 р. у своїй автобіографії: "Наш рід походить з невеличкого села Зубриці в Турецькім повіті. Звідтам прибув мій прадід Олександер Зубрицький до Кіндратова. Якийсь Кречківський украв йому корову, зарізав, а застеливши вікна, розбирав. Се підглянули і проступник дав 1752 р. своє поле прадідові, щоби його зацитькати. В Зубрици мала наша родина війтівство. З родини були там і священики". https://bojky.wordpress.com/2010/09/25/важливі-штрихи-м-зубрицького-до-істор/

## Географія
Село розташоване серед гір масиву Сколівські Бескиди. У селі потоки Чернишов та Ходоровець впадають у річку Рибник Зубрицю.
Село Зубриця та хутір Гута є найвисокогірнішими населеними пунктами Дрогобицького району.

## Школа
У 1937 році була заснована початкова школа з одним вчителем.

## Церква
Храм, що стоїть на цвинтарі у центрі села, названий на честь святого архангела Михаїла (святих апостолів Петра і Павла), входить до реєстру пам'яток архітектури місцевого значення. Церква збудована 1872 року майстром Гаврилом Романом. Будівля за своїм типом належить до бойківських церков. Складається з трьох квадратних зрубів. Орієнтований храм вівтарем на схід. З півночі до вівтаря прилягає невелика ризниця. Всі зруби вкриті пірамідальними наметовими верхами, увінчаними маківками з кутими хрестами. Верх нави з чотирма заломами, вівтаря і бабинця — з двома. Оперізує церкву широке піддашшя оперте на виступи вінців зрубів. На другому ярусі верху бабинця, що нависає над західною стіною, влаштована дзвіниця. Стіни церкви ошальовані вертикально дошками, дахи і заломи криті бляхою.

## Лісництво
Населений пункт є центром однойменного Зубрицького лісництва, яке об'єднує Кринтяту і Головське. На території лісництва розташована пралісова пам'ятка природи «Зубрицька» (26 га).

## Галерея

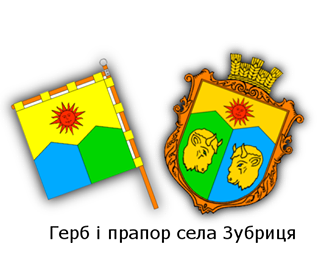